# بانجو-توي
بانجو-توي (بالإنجليزية: Banjo-Tooie)‏ هي لعبة فيديو منصات تم تطويرها بواسطة راير وتم إصدارها في لـ نينتندو 64 في عام 2000. إنها اللعبة الثانية في سلسلة بانجو-كازووي وتكملة بانجو-كازووي. تتبع اللعبة البطلين العائدين بانجو وكازووي أثناء محاولتهما إيقاف خطط الساحرة غرونتيلدا واثنتين من شقيقاتها، اللواتي ينوين تبخير سكان موقع الجزيرة الخاص باللعبة. تتميز اللعبة بعوالم أكبر بكثير من سابقتها، مما يتطلب من اللاعب إكمال التحديات مثل حل الألغاز، والقفز فوق العقبات، وجمع العناصر، وهزيمة الخصوم. يتضمن أيضًا وضعًا متعدد اللاعبين حيث يمكن لما يصل إلى أربعة لاعبين التنافس في العديد من الألعاب الصغيرة المعاد توجيهها من الحملة الرئيسية.
بدأ تطوير اللعبة في يونيو 1998، مباشرة بعد إصدار سابقتها. تم قطع العديد من الميزات الجديدة من اللعبة بسبب قيود الوقت والقيود المفروضة على أجهزة نينتندو64. عند الإصدار، تلقت اللعبة إشادة من نقاد ألعاب الفيديو، الذين أشادوا برسوماتها وحجم عوالمها. ومع ذلك، فقد انتقد بعض المراجعين معدل عرض الإطارات غير المتسق للعبة. في عام 2009، أعيد إصدار بانجو-توي كلعبة في إكس بوكس لايف آركيد لجهاز إكس بوكس 360. تم تضمين اللعبة أيضًا في حزمة ألعاب الفيديو راير ريبلاي، الذي تم إصدارها لـ إكس بوكس ون في عام 2015.